# Mons Bradley
Der Mons Bradley ist ein Berg auf dem Erdmond mit einem Durchmesser von rund 30 km. Er wurde 1961 nach dem britischen Astronomen James Bradley benannt.